# Павел Захаров и Борис Петров
Павел Захаров и Борис Петров - дуэт куплетистов в УССР, в 1950-60-х годах XX века. 
История
Свою карьеру начинали еще до Великой Отечественной войны: Б. А. Петров — в театре, П. И. Захаров — в цирке. 26 февраля 1946 года впервые вышли на сцену Львовской филармонии. В 1950-х их куплеты были записаны на грампластинки: «Новые куплеты» и «Хороший парень». Музыку к их куплетам писал концертмейстер Вадим Карпов. Во время исполнения куплетов они также как Шуров и Рыкунин тяготели к игровой манере, танцевали. Захаров даже жонглировал. В 70-х дуэт распался.